# Bolxesidoróvskoie
Bolxesidoróvskoie - Большесидоровское (rus) - és un poble de la República d'Adiguèsia, a Rússia. És a 23 km al sud-est de Krasnogvardéiskoie i a 54 km al nord de Maikop. Pertany a aquest poble l'aül de Djambitxi.